# Glicosiltransferasi
Glicosiltransferasi indica una famiglia di enzimi appartenente alla classe delle transferasi, responsabili per la biosintesi di disaccaridi, oligosaccaridi e polisaccaridi. Catalizzano il trasferimento di gruppi zuccherini da un nucleotide monosaccaridico attivato (molecola "glicosil donatore") ad una molecola glicosil-accettore, generalmente un alcool.